# Rancho Nuevo Macuxtepetla
Rancho Nuevo Macuxtepetla är en ort i Mexiko.   Den ligger i kommunen Huejutla de Reyes och delstaten Hidalgo, i den sydöstra delen av landet, 200 km norr om huvudstaden Mexico City. Rancho Nuevo Macuxtepetla ligger 442 meter över havet och antalet invånare är 147.
Terrängen runt Rancho Nuevo Macuxtepetla är kuperad. Runt Rancho Nuevo Macuxtepetla är det ganska tätbefolkat, med 248 invånare per kvadratkilometer. Närmaste större samhälle är Huejutla de Reyes, 8,8 km öster om Rancho Nuevo Macuxtepetla. I omgivningarna runt Rancho Nuevo Macuxtepetla växer i huvudsak städsegrön lövskog.